# Giorgio Parisi
Giorgio Parisi (Roma, 4 agosto 1948) è un fisico italiano, premio Nobel per la fisica nel 2021 per i suoi studi sui sistemi complessi.
Fisico teorico dagli interessi di ricerca molto variegati, è noto per i suoi studi in teoria quantistica dei campi (soprattutto nell'ambito della cromodinamica quantistica), in meccanica statistica (in particolare, ma non soltanto, per i suoi studi sui vetri di spin) e per l'applicazione di quest'ultima a vari ambiti della teoria dei sistemi complessi.

## Biografia
Nato a Roma, ha origini per un quarto umbre, un quarto piemontesi, un quarto siciliane e un quarto romane da sette generazioni. Ha ottenuto la maturità scientifica presso il Liceo "San Gabriele" di Roma nel 1966 per poi laurearsi in fisica all'Università "La Sapienza" di Roma nel 1970, sotto la guida di Nicola Cabibbo, con una tesi sul bosone di Higgs.
È stato quindi ricercatore prima del CNR, poi dell'Istituto nazionale di fisica nucleare (INFN) presso i Laboratori nazionali di Frascati dal 1971 al 1981, quando ha conseguito l'ordinariato in fisica teorica. Presentato da Sidney David Drell a Tsung-Dao Lee, ha anche lavorato presso la Università Columbia (1973-1974) e, in seguito, presso l'Institut des Hautes Études Scientifiques (1976-1977) e l'École normale supérieure di Parigi (1977-1978), quindi è ritornato in Italia in qualità di ricercatore dell'INFN.
Docente ordinario di fisica teorica dal 1982 all'Università di Roma "Tor Vergata", nel 1992 è passato alla stessa cattedra della "Sapienza" di Roma, dove ha tenuto diversi insegnamenti, fra cui fisica teorica, teorie quantistiche, fisica statistica, probabilità. Ha partecipato anche al progetto APE100 per lo studio delle teorie di gauge su reticolo.
Nel 2008 è stato tra i docenti che si sono opposti all'iniziativa di far intervenire papa Benedetto XVI all'inaugurazione dell'anno accademico de La Sapienza, in difesa della laicità delle istituzioni pubbliche.
Andato in quiescenza nel 2018, nello stesso anno è stato eletto presidente dell'Accademia Nazionale dei Lincei, della quale era socio dal 1988, mantenendo la presidenza fino a luglio 2021.
È socio del Gruppo 2003 per la ricerca scientifica.
Nel febbraio 2021 ha vinto il Premio Wolf e nell'ottobre dello stesso anno si è aggiudicato il premio Nobel per la fisica.

## Vita privata
Sposato con Daniella, è padre di due figli, Lorenza, docente universitaria di Internet Studies e Social Media Management, e Leonardo, ricercatore presso l'Istituto dei Sistemi Complessi del CNR.
È uno dei principali promotori della campagna "Salviamo la ricerca italiana", volta a far aumentare i fondi a disposizione della ricerca scientifica in Italia.
Nel 2016 firma l'appello de Il Fatto Quotidiano a sostegno delle ragioni per il "No" per il referendum costituzionale sulla riforma Renzi-Boschi.

## Contributi
Nel corso dei decenni, Giorgio Parisi si è occupato di argomenti molto disparati della fisica teorica, che vanno dalla teoria delle stringhe alla fisica delle particelle elementari, dai fenomeni critici in meccanica statistica alla teoria del caos, dai processi di accrescimento al moto collettivo degli animali. Secondo il database scientifico Scopus, al 2022 ha pubblicato più di 700 lavori con oltre 400 coautori diversi.
In quanto studente di Nicola Cabibbo, Parisi nasce come particellare e fra i suoi primi articoli si trovano sia lavori di fisica delle particelle in senso stretto, sia lavori legati ad argomenti più fondamentali di teoria dei campi, in cui è possibile già individuare un interesse verso aspetti in comune con la meccanica statistica (come le teorie di campo conformi). È nel 1977, all'età di 29 anni, che Parisi ottiene il primo risultato notevole: assieme a Guido Altarelli introduce delle equazioni, oggi note come equazioni DGLAP, che descrivono, nell'ambito della cromodinamica quantistica, le distribuzioni di probabilità partoniche nello scattering anelastico profondo, fornendo delle correzioni di ordine superiore alla libertà asintotica.

Esempio di frustrazione geometrica in un sistema di spin: l'interazione antiferromagnetica spinge atomi vicini ad avere sempre spin opposto, ma in un reticolo triangolare tale condizione è impossibile da realizzarsi, perché almeno due spin adiacenti avranno necessariamente lo stesso orientamento. Lo stato di equilibrio si dice quindi frustrato.

La teoria dei campi continuerà ad attrarre l'attenzione di Parisi nel corso degli anni, con risultati importanti come lo sviluppo della quantizzazione stocastica assieme a Ying-Sheung Wu, portandolo in seguito anche a lavorare sulla teoria delle stringhe, ma ben presto Parisi sarebbe diventato famoso per i suoi contributi alla meccanica statistica. Verso la fine del 1978 incomincia infatti ad interessarsi al cosiddetto metodo delle repliche (introdotto alcuni anni prima da Sam Edwards nel contesto della fisica dei polimeri), come strumento di risoluzione di un problema sempre di teoria dei campi. Viene però a sapere del fatto che tale metodo portava a risultati inconsistenti se applicato a una particolare classe di sistemi disordinati, i vetri di spin. L'idea iniziale di Parisi è dunque quella di capire meglio il metodo delle repliche, prima di applicarlo al suo problema iniziale. Da lì a poco avrebbe pubblicato una serie di articoli che avrebbero rivoluzionato la meccanica statistica, in cui riesce ad applicare correttamente il metodo delle repliche per ottenere una teoria di campo medio consistente dei vetri di spin. L'importanza di tale risultato sta nel fatto che i vetri di spin sono un archetipo di sistema disordinato: mentre in modelli come quello di Ising la simmetria si rompe spontaneamente in uno stato di equilibrio ordinato, nei vetri di spin esistono infiniti stati di equilibrio a causa della frustrazione degli spin, causata dalla loro posizione geometrica disordinata. Parisi ha poi continuato a lavorare sui vetri di spin e su altri tipi di sistemi disordinati (come l'impacchettamento casuale di sfere rigide), sia da solo che con vari collaboratori, fra cui Marc Mézard, Miguel Angel Virasoro, Enzo Marinari, Jorge Kurchan e Leticia Cugliandolo. Il lavoro di Parisi sui sistemi disordinati è riconosciuto di grande importanza, perché lungi da essere limitato al solo contesto della fisica della materia condensata da cui proviene il modello dei vetri di spin, il carattere di universalità in esso presente è stato applicato nel tempo, sia da Parisi stesso che da altri scienziati, a una grande varietà di sistemi complessi, come materiali vetrosi in senso stretto, materia granulare, proteine, mercati finanziari, tecniche di ottimizzazione e reti neurali.
Contemporaneamente allo studio dei sistemi disordinati, Parisi inizia ad interessarsi anche di altre tematiche facenti parte della fisica statistica e non lineare. In seguito all'ascolto di un seminario di Alfonso Sutera sul tema della ciclicità dei periodi glaciali, insieme al già menzionato Sutera e ai due giovani fisici romani Roberto Benzi e Angelo Vulpiani propone il meccanismo della risonanza stocastica come spiegazione del fatto che piccole oscillazioni dell'orbita terrestre (i Cicli di Milanković) siano in grado di far transire il clima terrestre da periodi glaciali a interglaciali (e viceversa). Sempre negli anni '80, assieme al francese Uriel Frisch propone i modelli multifrattali per descrivere il fenomeno dell'intermittenza nei flussi turbolenti, sviluppandoli ulteriormente poco dopo assieme ai già menzionati Benzi e Vulpiani e a Giovanni Paladin, generalizzandoli a sistemi caotici generici. Nel 1986 invece propone un modello di aggregazione stocastica, noto oggi come modello di Kardar-Parisi-Zhang, che in seguito avrebbe avuto grande influenza in meccanica statistica e che è stato dimostrato essere il limite continuo di molti modelli di crescita delle superfici. In precedenza, nel 1979, aveva pubblicato assieme a Nicolas Sourlas un lavoro pionieristico in cui il concetto della supersimmetria (proveniente dalla teoria quantistica dei campi) veniva applicata alle equazioni differenziali stocastiche tipiche della meccanica statistica, risultato oggi noto come supersimmetria di Parisi-Sourlas.

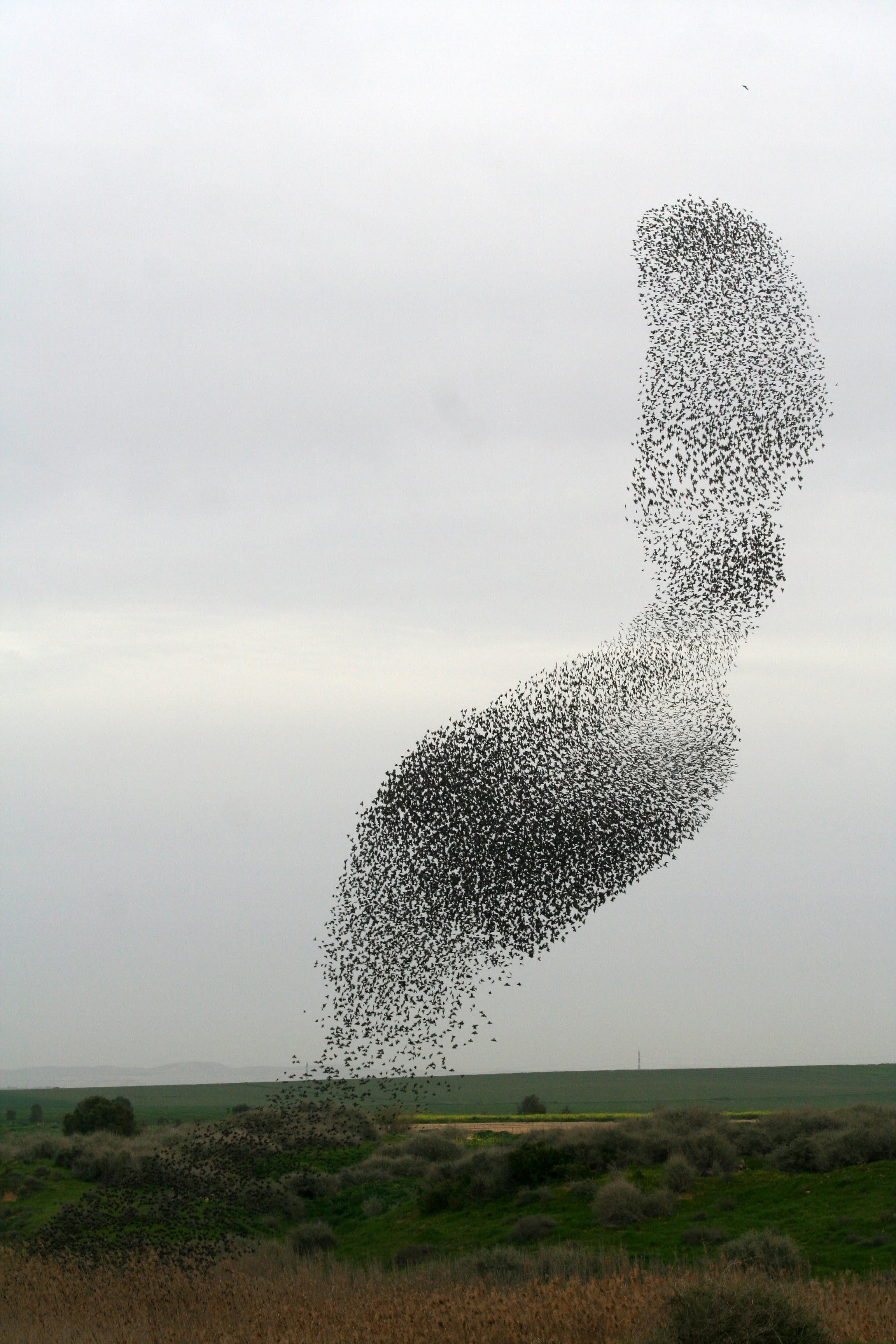
Evoluzione di uno stormo di storni

Nel corso degli anni '80, come già accennato, Parisi non abbandona comunque mai completamente lo studio della cromodinamica quantistica (QCD): a partire dal già menzionato lavoro sulla quantizzazione stocastica, con la quale un sistema quantistico in {\displaystyle n} dimensioni è reso formalmente equivalente ad un sistema classico con fluttuazioni in {\displaystyle n+1} dimensioni, è uno dei pionieri delle teorie di gauge su reticolo e, assieme ad altri ricercatori fra cui il suo mentore Nicola Cabibbo, è uno dei partecipanti al progetto dell'INFN APE (e successive versioni, come APE100), volto alla progettazione di supercomputer finalizzati proprio a compiere simulazioni di cromodinamica quantistica su reticolo e altre forme di calcolo scientifico. Oltre che essere parte della storia del supercomputing (nel 1991 APE100 era fra i supercomputer più potenti al mondo), la collaborazione APE porta effettivamente a importanti risultati in QCD. Questo approccio numerico viene applicato da Parisi e collaboratori anche per lo studio dei sistemi disordinati. Infatti, i sistemi fisici ordinari, quando vengono forzati lontano dall'equilibrio tendono a rilassare ad esso molto rapidamente, mentre i sistemi vetrosi rilassano in modo così lento che in pratica rimangono sempre fuori dallo stato di equilibrio. Le simulazioni numeriche hanno permesso di elucidare meglio questa dinamica lenta, chiarendo diverse proprietà termodinamiche fuori dall'equilibrio.
Nel corso degli anni 2000, l'attenzione di Parisi viene attirata, oltre che da argomenti della fisica statistica strettamente correlati a quelli già citati, anche da una tematica apparentemente non correlata dal suo campo di ricerca: quella del comportamento collettivo degli animali, in particolare degli stormi di uccelli. In realtà lo studio di tali sistemi con gli strumenti della fisica statistica (in cui vengono definiti materia attiva) era stato proposto già da alcuni anni, con un punto di vista teorico-computazionale. Parisi decide però di compiere degli studi che comprendano anche osservazioni sperimentali dirette: mette quindi su un folto gruppo di lavoro (che comprendeva anche un ormai anziano Nicola Cabibbo) che si occupa di ricostruire, a partire da migliaia di fotografie, la traiettoria delle centinaia, se non migliaia, di esemplari che costituiscono gli stormi di storni (Sturnus vulgaris) nei cieli di Roma, riuscendo quindi a ottenere per la prima volta una ricostruzione tridimensionale completa di tali stormi. Tali studi hanno portato, fra le altre cose, alla scoperta del fatto che gli storni seguano interazioni di tipo topologico e non metrico, e che gli stormi siano dotati (approssimativamente) di invarianza di scala (e quindi che possano essere considerati dei sistemi al punto critico).
Indirettamente, gli studi di Parisi hanno avuto un impatto rilevante in molti altri campi del sapere, quali l'antropologia, le scienze cognitive, la finanza, la biologia e le scienze sociali in genere, la qual cosa lo rende di fatto una delle personalità più influenti del panorama scientifico internazionale.

## Premi e riconoscimenti

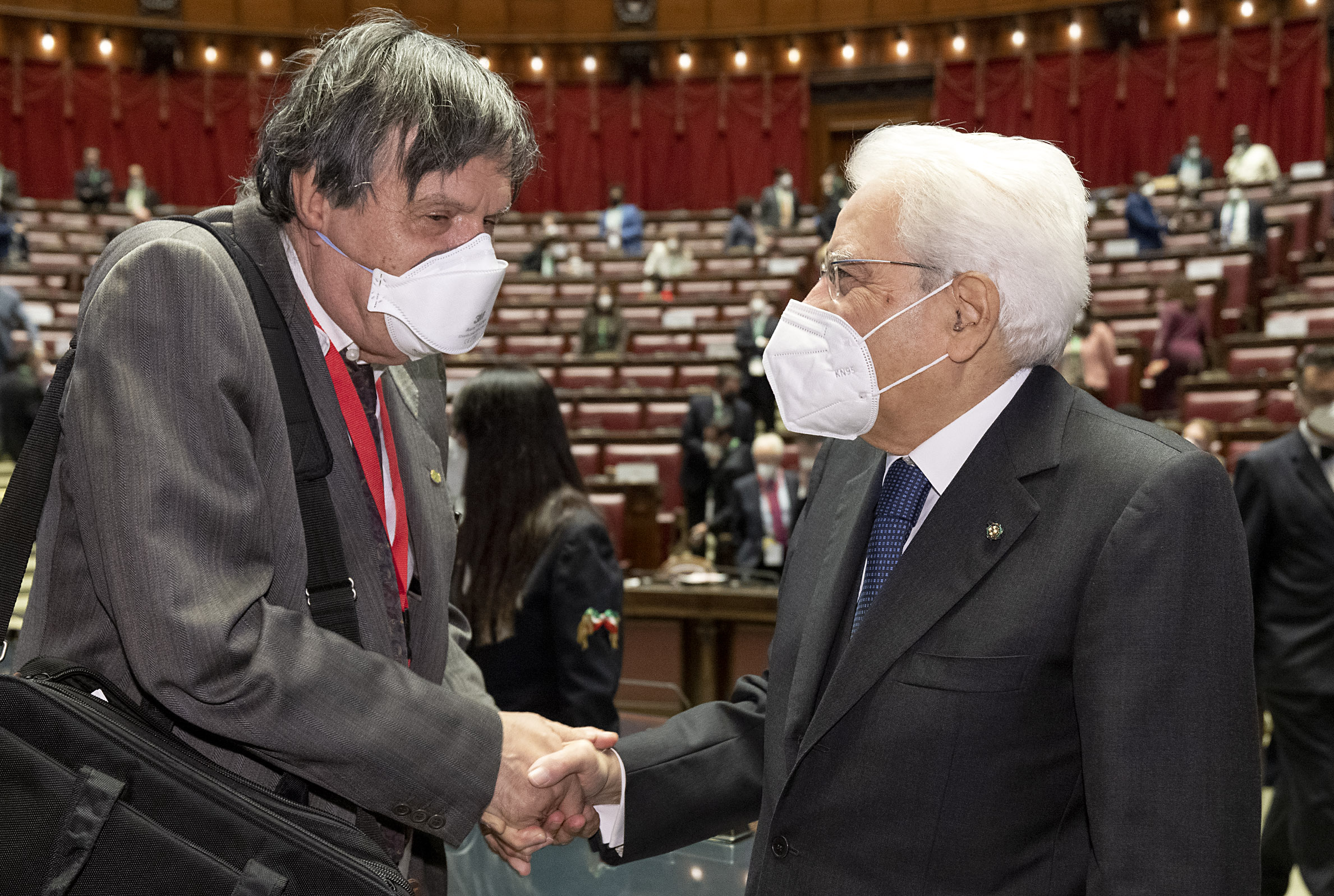
Il Presidente della Repubblica Sergio Mattarella con Giorgio Parisi, premio Nobel per la fisica 2021

Per i suoi contributi alla fisica, matematica e alla scienza in generale, ha ricevuto numerosi riconoscimenti internazionali, fra cui:
- Premio Feltrinelli, 1986.[65]
- Medaglia Boltzmann, 1992. La motivazione recita:

«La medaglia Boltzmann 1992 è assegnata a Giorgio Parisi per i suoi contributi fondamentali alla fisica statistica ed in particolare per aver fornito la soluzione nel campo dei vetri di spin.»
- Premio Italgas, 1993.
- Medaglia Dirac dell'ICTP, 1999.[66]
- Premio speciale della cultura per le Scienze Naturali della Presidenza del Consiglio dei Ministri, 2000.
- Premio Enrico Fermi, assegnatogli dalla Società Italiana di Fisica, 2002.
- Premio Dannie Heineman per la fisica matematica, 2005.
- Premio Nonino, 2005.
- Laurea honoris causa in filosofia dell'Università di Urbino, 2005.
- Premio Galileo, 2006.[67]
- Microsoft European Science Award, ottobre 2007, con la seguente motivazione:

«Per il suo contributo nel campo della cromodinamica quantistica e dei vetri di spin.»
- Premio Lagrange, aprile 2009, dove:

«Il premio, istituito nel 2007, viene conferito agli scienziati che abbiano maggiormente contribuito allo sviluppo della scienza della complessità nei più diversi ambiti della conoscenza.»
- Medaglia Max Planck, novembre 2010, con la seguente motivazione:

«Per i suoi importanti contributi teorici nella fisica delle particelle elementari, nella teoria quantistica dei campi e nella fisica statistica, in particolare nello studio dei sistemi con disordine quenched e dei vetri di spin.»
- Premio Vittorio De Sica per le scienze, 2011.
- Premio dei Tre Fisici dell'École normale supérieure, novembre 2011.[68]
- Nature Prize for Mentoring in Science, 2013.[69]
- Premio High Energy and Particle Physics (EPS-HEPP), 2015, con la seguente motivazione:

«Per lo sviluppo di una teoria di campo probabilistica per la dinamica di quark e gluoni, consentendo una comprensione quantitativa di collisioni ad alta energia che coinvolgono adroni.»
- Premio Lars Onsager, 2016, con la seguente motivazione:

«Per il lavoro pionieristico sull'applicazione del concetto di vetro di spin a gruppi di problemi computazionali, fornendo sia una nuova classe di algoritmi efficienti, che nuove prospettive sulla struttura e sulla complessità delle transizioni di fase.»
- Dottorato honoris causa in Scienze dell'Università di Extremadura (Spagna), aprile 2019.[70]
- Premio Wolf per la fisica, 2021, con la seguente motivazione:

«Per le sue scoperte pionieristiche nella teoria quantistica dei campi, in meccanica statistica e nei sistemi complessi.»
- Premio Nobel per la fisica, 2021, con la seguente motivazione:

«Per la scoperta dell'interazione fra disordine e fluttuazioni nei sistemi fisici dalla scala atomica a quella planetaria.»
- Premio Fadoi Medicina Interna, 2022[71]
- Premio Capalbio, 2022[72]
- Sigillum magnum, Università degli Studi di Bologna, 2022
- Laurea Magistrale honoris Causa in Scienza e Tecnologia dei Materiali, Università di Roma Tor Vergata, 2022
- Laurea honoris causa, Università Complutense di Madrid, 2023
- Dottorato di ricerca ad honorem in Physics, Università degli Studi di Padova, 2023
- Dottorato di ricerca ad honorem in Physics, Earth and Materials, Università degli Studi di Camerino, 16 Febbraio 2023

Nel febbraio 2022 l'asteroide 15803 è stato rinominato 15803 Parisi in suo onore.

## Accademie
- 1988, Accademia Nazionale dei Lincei.
- 1993, Accademia francese delle scienze (Académie des sciences).
- 2000, Accademia nazionale delle scienze detta dei XL.
- 2003, National Academy of Science.[74]
- 2013, American Philosophical Society.
- 2022, Accademia delle Scienze di Torino.[75]

## Opere principali
- Marc Mézard, Giorgio Parisi, Miguel Angel Virasoro, Spin glass theory and beyond, Singapore, World Scientific, 1987, ISBN 9971-5-0115-5.
- Giorgio Parisi, La chiave, la luce e l'ubriaco. Come si muove una ricerca scientifica, Roma, Di Renzo Editore, 2006, ISBN 88-8323-149-X.
- Giorgio Parisi, Statistical Field Theory, New York, Addison-Wesley Publishing Company, 1988, ISBN 0-7382-0051-4.
- Gennaro Auletta, Mauro Fortunato, Giorgio Parisi, Quantum Mechanics, Cambridge (UK), Cambridge University Press, 2009, ISBN 978-0-521-86963-8.
- Giorgio Parisi, Pierfrancesco Urbani, Francesco Zamponi, Theory of Simple Glasses, Cambridge (UK), Cambridge University Press, 2020, ISBN 9781108120494.
- Giorgio Parisi, In un volo di storni (Le meraviglie dei sistemi complessi), Milano, 2021 Mondadori Libri Spa, Milano per Rizzoli, ISBN 978-8817139250.
- Giorgio Parisi con Piergiorgio Paterlini, Gradini che non finiscono mai. Vita quotidiana di un premio Nobel. La nave di Teseo, 2022. ISBN 978-8834611647.